# Вила-Франка-ди-Шира
Ви́ла-Фра́нка-ди-Ши́ра (порт. Vila Franca de Xira; ['vilɐ 'fɾɐ̃kɐ dɨ 'ʃiɾɐ]) — город в Португалии, центр одноимённого муниципалитета в составе округа Лиссабон. Численность населения — 18,4 тыс. жителей (город), 138,9 тыс. жителей (муниципалитет). Город и муниципалитет входит в регион Лиссабонский регион и субрегион Большой Лиссабон. Входит в агломерацию Большой Лиссабон. По старому административному делению входил в провинцию Рибатежу.

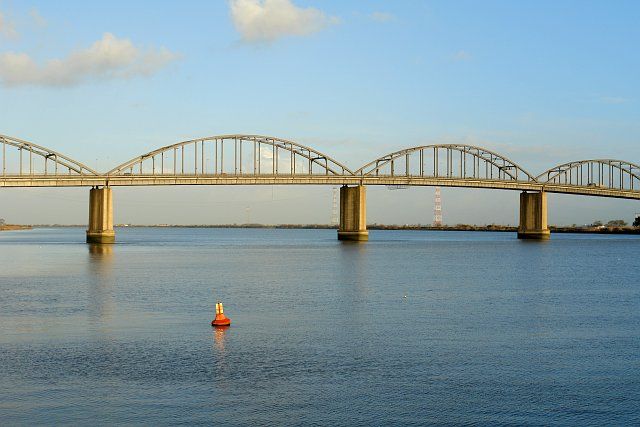
Мост возле города

## Расположение
Город расположен в 30 км севернее центра Лиссабона на правом берегу реки Тежу.
Муниципалитет граничит:
- на севере — муниципалитет Аленкер и Азамбужа
- на востоке — муниципалитет Бенавенте
- на юге — муниципалитет Лореш и устье реки Тежу
- на западе — муниципалитет Лореш
- на северо-западе — муниципалитет Арруда-душ-Виньюш

## Население
| Население города Вила-Франка-ди-Шира (1801—2004) | Население города Вила-Франка-ди-Шира (1801—2004) | Население города Вила-Франка-ди-Шира (1801—2004) | Население города Вила-Франка-ди-Шира (1801—2004) | Население города Вила-Франка-ди-Шира (1801—2004) | Население города Вила-Франка-ди-Шира (1801—2004) | Население города Вила-Франка-ди-Шира (1801—2004) | Население города Вила-Франка-ди-Шира (1801—2004) | Население города Вила-Франка-ди-Шира (1801—2004) | Население города Вила-Франка-ди-Шира (1801—2004) |
| ------------------------------------------------ | ------------------------------------------------ | ------------------------------------------------ | ------------------------------------------------ | ------------------------------------------------ | ------------------------------------------------ | ------------------------------------------------ | ------------------------------------------------ | ------------------------------------------------ | ------------------------------------------------ |
| 1801                                             | 1849                                             | 1900                                             | 1930                                             | 1960                                             | 1981                                             | 1991                                             | 2001                                             | 2004                                             | 2011                                             |
| 3839                                             | 5202                                             | 15 766                                           | 24 053                                           | 40 594                                           | 88 193                                           | 103 571                                          | 122 908                                          | 133 224                                          | 136 886                                          |

## История
Город был основан французскими сподвижниками первого короля Португалии Афонсу Энрикеша, около 1212 г.

## Достопримечательности
Город известен фестивалями корриды в июле и октябре. Окрестности города известны своими питомниками быков для корриды, а также великолепных лузитанских скакунов, уважаемых за их быстрый бег и маневренность.
Множество португальских костюмов для корриды демонстрируется в этнографическом музее расположенном на территории арены Praça de Toiros Palha Blanco (пор.).
Поблизости находится церковь Мисерикордия с её великолепными изразцами XVIII века.
В 3 км к югу от города находится Большой Конный Центр Лезерия, где посетители могут наблюдать лошадей лузитанской породы.

## Фотогалерея

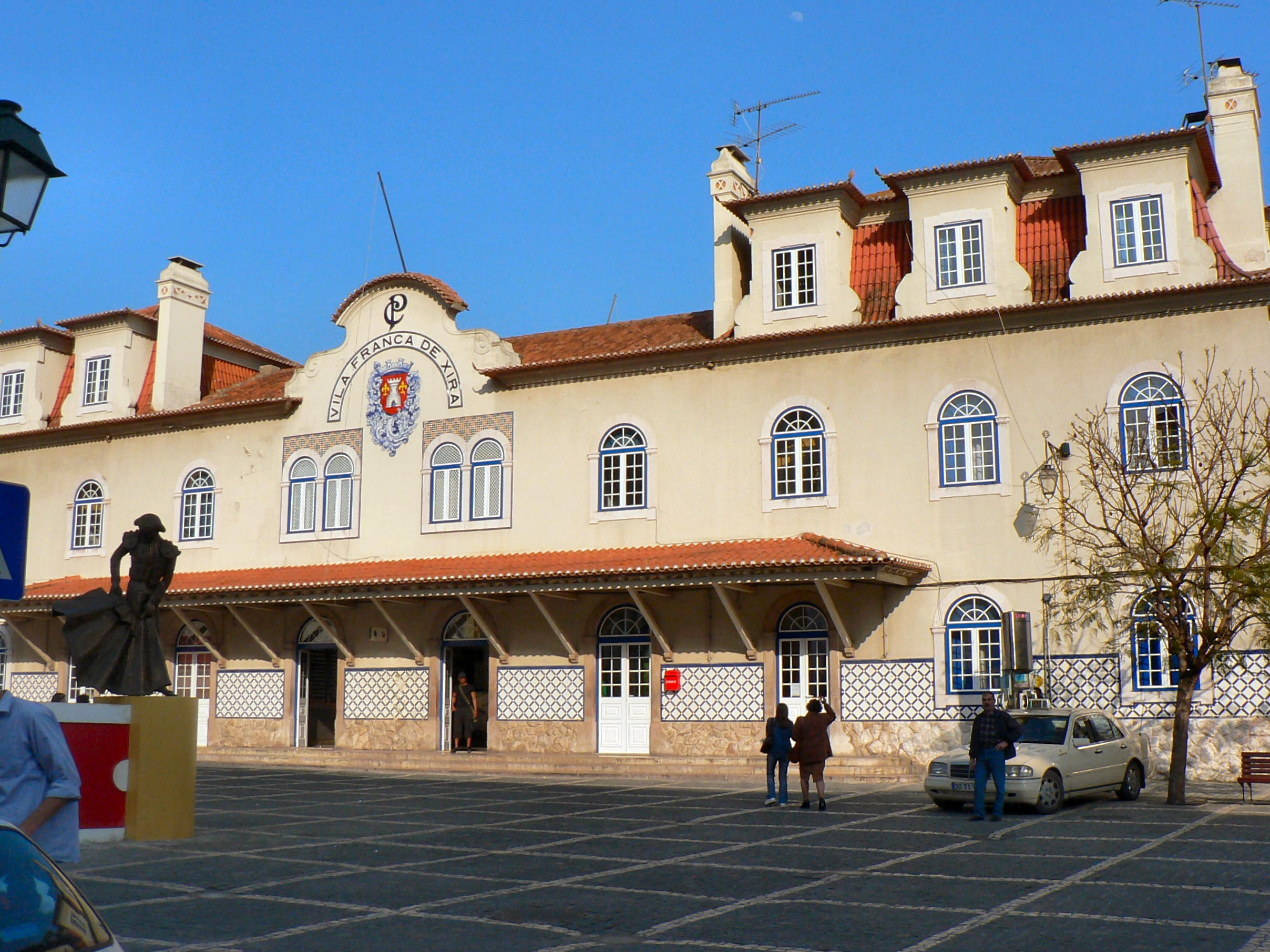
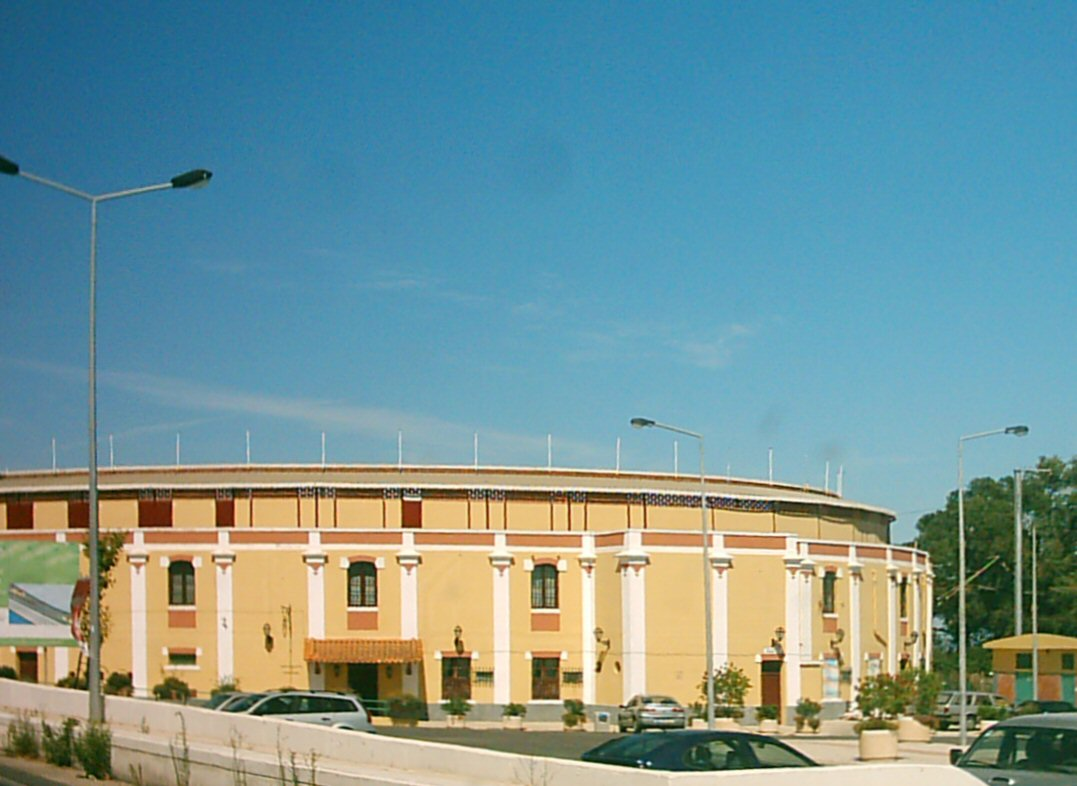

## Районы
- Алверка-ду-Рибатежу
- Альяндра
- Виалонга
- Вила-Франка-де-Шира
- Кальяндриш
- Кашоейраш
- Каштаньейра-ду-Рибатежу
- Повуа-де-Санта-Ирия
- Сан-Жуан-душ-Монтеш
- Собралинью
- Форте-да-Каза